# Bobby Tarantino II
Bobby Tarantino II – siódmy mixtape amerykańskiego rapera Logica, wydany 9 marca 2018 r. nakładem wytwórni Def Jam Recordings i Visionary Music Group. 

## Promocja
7 marca 2018 został wypuszczony film promujący mixtape z udziałem postaci z serialu Rick and Morty. Ujawniona została w nim data wydania mixtape'u (9 marca). Następnego dnia, udostępniona została okładka.

### Single
Pierwszy singiel, „44 More”, został wydany 23 lutego. Utwór znalazł się na 22. miejscu listy Billboard Hot 100.
Drugi, „Overnight”, 28 lutego. Dzień wcześniej, udostępniony został teledysk.
Trzeci singiel, „Everyday” 2 marca. Za produkcję utworu odpowiada Marshmello.

## Wydanie
Bobby Tarantino II zadebiutował na pierwszym miejscu Billboard 200, sprzedając się w 119 000 egzemplarzy w pierwszym tygodniu. Jest to drugi album rapera, który znalazł się na pierwszym miejscu tej listy. 

## Lista utworów
Lista opracowana na podstawie źródła:
| Nr  | Tytuł utworu                              | Tekst                                                                                        | Producent                               | Długość |
| --- | ----------------------------------------- | -------------------------------------------------------------------------------------------- | --------------------------------------- | ------- |
| 1.  | „Grandpa's Space Ship”                    |                                                                                              | Logic                                   | 2:02    |
| 2.  | „Overnight”                               | Sir Robert Hall II • Arjun Ivatury                                                           | 6ix                                     | 3:38    |
| 3.  | „Contra”                                  | Hall II • Ozan Yildirim • Nico Chiara • Simon Schranz                                        | OZ • Chiara • BLWYRMND                  | 3:37    |
| 4.  | „BoomTrap Protocol”                       | Hall II • Ivatury • James Dondelinger                                                        | 6ix                                     | 3:41    |
| 5.  | „Yuck”                                    | Hall II • Ivatury • Aaron Gomez                                                              | 6ix • AG                                | 2:53    |
| 6.  | „Indica Badu” (gościnnie Wiz Khalifa)     | Hall II • Ivatury • Khalil Abdul-Rahman • Kevin Randolph • Cameron Thomaz                    | 6ix • DJ Khalil • Randolph              | 4:20    |
| 7.  | „Midnight”                                | Hall II • Ivatury • Adam Feeney                                                              | 6ix • Frank Dukes                       | 4:01    |
| 8.  | „Warm It Up” (gościnnie Young Sinatra)    | Nasir Jones • Hall II • Ivatury • Terry Watson • Anthony Cruz • Oliver Scott • Ronnie Wilson | 6ix • Tee-Watt                          | 4:00    |
| 9.  | „Wizard of Oz”                            | Hall II • Ivatury • Yildirim                                                                 | 6ix • OZ                                | 2:24    |
| 10. | „State of Emergency” (gościnnie 2 Chainz) | Hall II • Ivatury • Altariq Crapps • Darrel Alston • Abdul-Rahman • Tauheed Epps             | Tariq Beats • Vontae Thomas • DJ Khalil | 2:34    |
| 11. | „Wassup” (gościnnie Big Sean)             | Hall II • Ivatury • Sean Anderson • Winston Riley • Reggie Williams                          | 6ix                                     | 3:39    |
| 12. | „Everyday” (gościnnie Marshmello)         | Hall II • Christopher Comstock                                                               | Marshmello                              | 3:24    |
| 13. | „44 More”                                 | Hall II • Ivatury • Joshua Luellen • Nayvadius Wilburn • Eduardo Earle • Ramon Ibanga, Jr.   | 6ix • Illmind                           | 3:08    |
|     |                                           |                                                                                              |                                         | 43:21   |

### Sample
- „Contra” zawiera sampel z utworu „Buried Alive” autorstwa Logica.
- „BoomTrap Protocol” zawiera sample z utworów: „Space Traveller” autorstwa Katsutoshi Morizono, „Like Woah” i „Ink Blot” autorstwa Logica.
- „Indica Badu” zawiera sampel z utworu „Didn't Ca Know?” autorstwa Erykah Badu[13].
- „Midnight” zawiera sample z utworów: „Who U Wit?” autorstwa The East Side Boyz, „925” autorstwa Logica i „Knots 85” autorstwa Franka Dukesa.
- „Warm It Up” zawiera sample z utworów: „Live on the Air” autorstwa Logica, „Life's a Bitch” autorstwa Nasa i „Ain't No Sunshine” autorstwa Willisa Jacksona.
- „State of Emergency” zawiera sampel z utworu „Never Enough” autorstwa Logica.
- „Wassup” zawiera sample z utworów: „Cuh Oonuh” Reggie'ego Steppera i „Mercy” autorstwa Kanye Westa, Big Seana, Pushy T i 2 Chainza[13][14].
- „44 More” zawiera sample z utworów: „Zoom”, autorstwa Future i „Waves” autorstwa Kanye Westa.

### Inne
- „Grandpa's Space Ship” zawiera wokale Justina Roilanda, który podkłada głos pod postacie w serialu Rick and Morty.
- „Yuck” zawiera wokale Paula Rothenberga i Eltona Johna.
- W „Warm It Up”, osobą o pseudonimie Young Sinatra jest tak naprawdę Logic, jest to jego inny pseudonim.

## Personel
- 6ix – producent wykonawczy, producent  (utwory 2, 4, 6-9, 11, i 13)
- Logic – producent wykonawczy, producent  (utwór 1)
- BLWYRMND - niewymieniony producent  (utwór 3)
- OZ – producent  (utwory 3 i 9)
- AG – producent (utwór 5)
- Frank Dukes – producent  (utwór 7)
- Tariq Beats – producent  (utwór 10)
- Vontae Thomas – producent (utwór 10)
- DJ Khalil – producent (utwór 10), dodatkowy producent (utwór 6)
- Marshmello – producent  (utwór 12)
- Kevin Randolph – dodatkowy producent (utwór 6)
- Tee-Watt – dodatkowy producent (utwór 8)

- Justin Roiland – nagrywanie (utwór1)
- Robert Campbell – miksowanie (utwory 2-13), nagrywanie (utwory 2-13)
- KY – miksowanie (utwór 10)
- Nolan Presley – nagrywanie (utwór 10)